# Monotarefa
Sistema monoprogramável/monotarefa como o nome diz, mono, exprime a noção de um, e apenas um. São sistemas que permitem a execução apenas de uma tarefa de cada vez. Um exemplo desse sistema é  o MS-DOS que foi um dos primeiros sistemas operativos, que executava apenas um programa de cada vez.
Neste tipo de sistema, enquanto um programa aguarda por um evento, como escrever um dado, o processador permanece inativo, sem realizar qualquer tipo de processamento. Os periféricos, como discos e impressoras, estão dedicados a um único utilizador, nem sempre utilizados de forma integral. Comparados a outros sistemas, os sistemas monoprogramáveis ou monotarefa são mais simples quanto à sua implementação:
Não precisam de se preocupar com problemas decorrentes à partilha de recursos.

## História
Na década de 60, os primeiros sistemas operativos eram voltados apenas para execução de um único programa (monoprográmavel/monotarefa), para qualquer outra aplicação ser executada, deveria aguardar a terminação do programa que já estava a ser executado.
Na década de 70, com a introdução dos computadores pessoais (PC), monoutilizador, a tecnologia de monotarefa voltou a ser utilizada na sua implementação. A memória é subutilizada caso o programa não a preencha totalmente. 

## Funcionamento do Sistema
Monotarefa / monoutilizador
Na arquitetura monotarefa, os recursos computacionais eram utilizados de maneira pouco eﬁciente como por exemplo recursos como I/O (input/output), processador e memórias. O sistema operativo foca no processamento apenas numa única execução, assim, fazendo com que na maioria do tempo os artifícios computacionais de alto custo citados a cima, ﬁcavam inativos.
Monoutilizador
O sistema monoutilizador é classificado diante da quantidade de usuários que interagem com ele ao mesmo tempo, um sistema monoutilizador como a palavra diz, é interagido por apenas um utilizador ao mesmo tempo. O mesmo pode ser multiprogramável (que executa mais de uma instrução ao mesmo tempo) ou monoprogramável (que executa apenas uma instrução de cada vez).